# 富山市民俗民芸村
富山市民俗民芸村（とやましみんぞくみんげいむら、TOYAMA MUNICIPAL FOLKCRAFT VILLAGE）は、富山県富山市安養坊にある、博物館や資料館・美術館など9施設を集積した公立の文化施設集落である。日本博物館協会、全国歴史民俗系博物館協議会、富山県博物館協会会員。

## 概要
富山市西部にある呉羽丘陵（呉羽山）東麓ふもとの緑豊かな小高い場所に、それぞれ独立した9施設が緩やかな坂道に沿って集積しており、民俗・薬業・陶器・民芸品関連の博物館や考古資料館、富山市出身の水墨画家（日本画家）篁牛人の美術館、土人形工房などがある。多くの施設は、江戸から大正時代の古民家や蔵（倉）を移築して利用し、これらの古民家施設の一部は、国の登録有形文化財（建造物）に登録された建物もあり、民俗資料の一部として見どころの一つとなっている。各施設は常設展示の他、各館でそれぞれ企画展なども開催している。
この地に民芸館を1965年（昭和40年）6月に開館して以来、順次3施設を開設していった。富山市政90周年を迎えた1979年（昭和54年）11月6日の富山市考古資料館の開館に合わせて、記念としてこの地を『民俗民芸村』と名付けた。その後も3施設と管理棟を開設、市政100周年の1989年（平成元年）10月には記念に篁牛人記念美術館を開設、1991年（平成3年）には無料休憩所の設置、1993年（平成5年）12月には、とやま土人形工房を開設、2013年（平成25年）4月には、富山市鵜坂地区に鵜坂資料保管庫を設置し現在に至っている。
1989年（平成元年）8月2日には、民俗民芸村に友の会を発足した。

## 各施設

### 富山市民芸館
Folk Art Museum
- 富山県富山市安養坊1104番地（富山市民芸館の位置/地図）

1965年（昭和40年）6月6日に、元呉泉閣跡にて、全国6番目の民芸館として開館。この地に最も早く開設されたもので、同年岐阜県飛騨市神岡地区（旧神岡町）にあった、1879年（明治12年）建造の2階建て板蔵を、第15代中田清兵衛の米寿の祝いに第16代清兵衛が移築し、中田家が寄付したもので現在は本館となっている。
たいへん大きな板蔵であり、半間（約90cm）間隔に立つ丈夫な柱、大きく張り出した庇、棟木、広い貫など、格調高い造りとなっている。また板蔵に向かって左側には、自家発電用の機械室の建物を展示室に改築し別館として使用、右側には、使用人の便所として使用していた建物をそれぞれ廊下で結んでいて、合わせて262.38m2（約79坪）ある。
館内には、古くから民衆の暮らしに使用されていた生活用具である、 陶芸品、染織品、木漆器、金工品、民画、編組品など、用の美といわれる丁寧な手仕事によって作られた民衆的工芸品を、全国各地より集め本館1、2階、別館にて展示している。
収蔵品点数 約1,800点〔2016年（平成28年）4月1日現在〕

### 富山市民芸合掌館
Thatched Roof Folk Art Museum
- 富山県富山市安養坊1004番地（富山市民芸合掌館の位置/地図）

1969年（昭和44年）6月開館。建物は江戸時代末期に、山田村（現 富山市山田）数納（すのう）に建てられた山岸家の、広さ247.3m2（約74坪）、3層（屋根裏2層）茅葺きの合掌造り家屋で、1968年（昭和43年）に移築したものである。
柱や梁、桁は主にケヤキを使用し、大黒柱には約34cm角の太いケヤキ材を使用、そこに60cm×56cm角の赤松材を用いた「ウシノキ」という大梁を架けている。また梁は、「チョンナバリ」という雪の重みで自然に曲がった樹木を利用した曲梁を用いている。これにより天井を高くし広い空間が取れること、太い柱とともに北陸の豪雪に耐える造りとなっている。１階は住居で、2層ある屋根裏は養蚕などに利用されていた。
館内は現在も火が焚かれる囲炉裏がある大広間（板間）、畳の間などがあり、江戸時代以降の箪笥（車箪笥、箱階段〔箪笥階段とも〕）、飾り棚、円卓など大型の家具を中心に、火鉢などの工芸品等を展示している。また、奥の4畳半の間はお茶室となっており、一般に貸し出している（有料）。
収蔵品点数 225点

### 富山市民俗資料館
Museum of Folklore

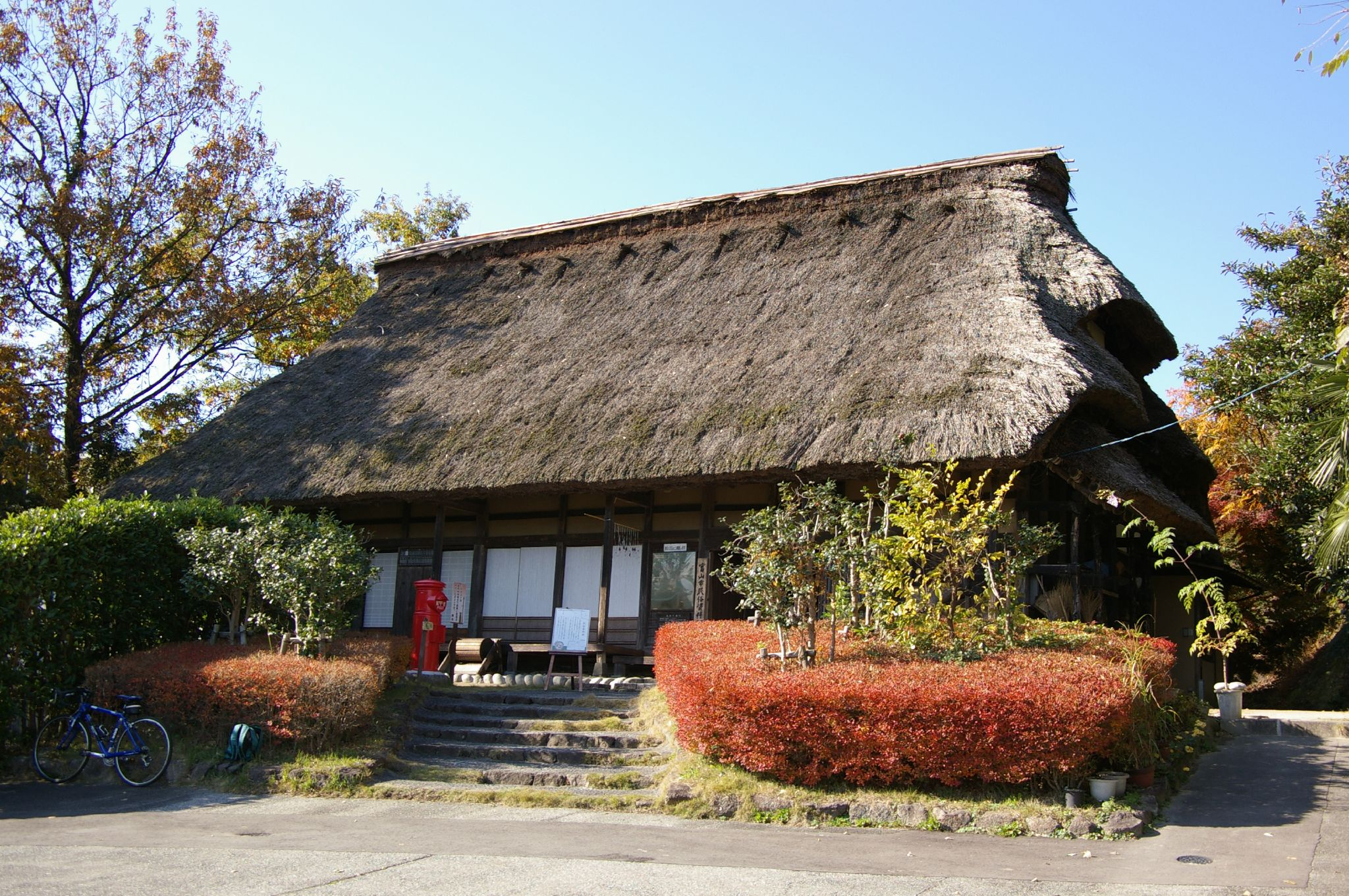
富山市民俗資料館

- 富山県富山市安養坊56-1（富山市民俗資料館の位置/地図）

1974年（昭和49年）6月開館。建物は、山田村（現 富山市山田）中村より、江戸時代後期建築の山間部の馬屋を持つ農家住居を、開館前の同年に移築したものである。
太柱にはケヤキを、そのほか栗の木を多く使用している。屋根は合掌組（叉首〔さす〕組）の骨組みに茅葺き・寄棟造りの広さ174.74m2（約53坪）の家屋で、内部は1階入口を入ると右手に馬屋がある住居となっており、中2階、養蚕が行われていた「アマ（屋根裏）」からなる3層構造となっている。
通常寄棟造りの茅葺き屋根は、四方に茅が葺いてあり、養蚕を行うアマ（屋根裏）に光と風が入らないため、この建物は旧山田村では「ウグイス造り」という、屋根の両妻（三角に見える側）を切り上げて設けた切破風の窓がある。
１階は、現在も火が焚かれる囲炉裏があり、衣・食・住や祭礼関連の用具などの生活用品を中心に展示している。
- 台所用具、洗濯用具、照明用具、暖房用具、乗り物、祭礼用具、婚礼道具など

中2階とアマ（屋根裏部屋）は農耕、林業、養蚕の生産作業用具、雪の生活用具などを展示している。
- 農耕用具、わら仕事用具、林業用具、養蚕用具、紡績用具、計量用具、運搬用具、屋根葺き用具、雪の生活用具、石臼など

収蔵品点数 約2,500点〔2016年（平成28年）4月1日現在〕

### 富山市考古資料館
Museum of Archaeology
- 富山県富山市安養坊47-2（富山市考古資料館の位置/地図）

1979年（昭和54年）11月6日開館。鉄筋コンクリート平屋建て高床建築の入母屋造りで、延床面積は336.02m2。
富山市内約1,050ケ所以上の遺跡から出土した石器、土器、装飾品、動物や魚の骨、貝殻、建物跡などの埋蔵文化財を、旧石器時代より平安時代まで年代別に展示解説している。また、県内の考古学研究者より寄贈された鎌倉から江戸時代までの採掘品や資料などを収蔵しており、一部を特別展示室にて展示している。また以前は、富山市日本海文化研究所を当館に併設していたが、2011年（平成23年）3月31日をもって廃止された。
特筆される遺跡や出土品
- 小竹貝塚（縄文時代） - 日本海側最大級の貝塚。
- 北代遺跡（縄文時代中期） - 縄文時代の大集落跡（国の史跡）。現在は富山市北代縄文広場（北代縄文館）として竪穴建物などを復元し公開（無料）。
- 四隅突出型墳丘墓（弥生時代） - 山陰との交流を示す墳丘墓。
- 栃谷南遺跡（奈良時代） - 瓦窯からの出土品（富山市指定史跡）。

収蔵品点数 約200,000点〔2016年（平成28年）4月1日現在〕

#### 富山市考古資料館キャラクター バン爺
当資料館で考案された、頭部は富山市内の遺跡から出土した、平安時代の人面墨書土器をモチーフにした仙人のようなキャラクターで、2014年（平成26年）の「ミュージアム キャラクター アワード 2014」では第3位になった。

### 富山市陶芸館
Museum of Ceramic Art
- 富山県富山市安養坊50番地（富山市陶芸館の位置/地図）

1981年（昭和56年）8月に開館。建物は以前富山市大塚にあった、敷地面積約4,500坪、建坪約300坪もあったとされる、1894年（明治27年）に建てられた豪農の館で、富山県西部の平野部に多く見られる白壁に格子状の木組みが美しい「東建ち（あずまだち）」という、木造平屋建切妻造瓦葺家屋で来客用の式台玄関がある。これまで富山市内の千里、古沢へと移築され、その後1980年（昭和55年）に当地に移築されたもので、現在の家屋は当時の約3分の1の広さで、323.26m2（約98坪）であり、1997年（平成9年）11月5日に、国の登録有形文化財（建造物）に登録されている。
建物内の広間と茶の間（ともに15畳）は、「枠の内造り」と呼ばれる約54cmと幅広の指（さし）鴨居（ヒラモン）で柱間を繋ぎ、束を立て梁を組む強固な造りとなっている。また茶の間は、天窓がある天井まで約10mの吹き抜けになっていて、美しい漆塗の太い松材による梁を、「セイロ組」と呼ばれる方法で井桁に三層に組み、壁は格子状の木組み（化粧貫）による美しい白壁となっていて、これらにより富山の水気の多い重たい雪にも耐える構造となっている。なお部屋を仕切る板戸の鏡板には、欅の一枚板（約1.35m）を使用している。
また座敷は書院造りで、約4.5m（2間半）もある床の間があり、天井には立山杉の一枚ものの杢目板を使用するなど、随所に意匠を凝らしたものとなっている。
談話室（旧 台所）は、眼下に富山市街地、遠くに立山連峰が望めるビュースポットとなっている。
館内には、古くから民衆の生活に使用されていた、皿、鉢、壺など、江戸後期から明治期の陶磁器を中心に展示されており、富山県の代表的な焼き物である越中瀬戸焼、小杉焼のほか、全国各地（東北から沖縄まで）の素朴で温かみのある暮らしの陶磁器約100点が展示されている。なお当館では皿や、湯呑の絵付け体験ができる（有料）。
収蔵品点数 約550点〔2016年（平成28年）4月1日現在〕

### 富山市売薬資料館
Museum of Medicine Peddlers
- 富山県富山市安養坊980番地（富山市売薬資料館の位置/地図）

本館と別館があり、本館は1984年（昭和59年）3月21日に、 富山市郷土博物館の売薬部門展示資料を当館へ移し開館。渡り廊下で繋がる別館（土蔵）は、2001年（平成13年）11月16日開館。本館は鉄筋コンクリート造り2階建て（1階展示室、2階収蔵庫）、別館の土蔵は2階建て、延床面積は867.34m2（本館640m2、土蔵約150m2）。
富山の薬売り（富山の売薬・配置販売業）の300余年の歴史紹介と、行商に携行した柳行李、懸場（かけば）帳、おまけ（錦絵〔富山絵・売薬版画〕、紙風船等）などの道具、医薬の神様である神農像などの信仰儀礼用具、また薬（丸薬）製造機、資料などを展示している。収蔵資料約4,000点の内、846点（全指定数 1,818点）は「富山の売薬用具」として、1981年（昭和56年）4月22日に国の重要有形民俗文化財に指定されている。
別館である土蔵は、富山市荒町にあった売薬商家「密田家（商号 能登屋）」より寄付された、江戸時代中期の2階建て土蔵を1998年（平成10年）から富山国際職藝学院の学生らによって修復、移築したもので、本館とは渡り廊下で繋がれている。2001年（平成13年）12月26日までは、解体調査や修復工事の様子を写真パネルで紹介した特別展が開かれ、特別展後は売薬資料館の展示スペースとして転用され、同じく密田家より寄贈された資料などの展示ならびに、企画展示を行っている。
2020年（令和2年）秋に、代々売薬を家業としていた富山市千石町にある民家にあった、江戸時代に建てられ、第2次世界大戦中の富山大空襲でも焼け残った土蔵に保管されていた、生活用品など17,914点を市に寄贈したが、その中から売薬に関する史料6,547点が発見された。その中には年代の異なる懸場帳など、時代検証が行える貴重なものもあり、これまでに富山県内で発見された中で最も古く、昭和初期にはその存在が知られていたものの不明となっていた、1755年（宝暦5年）使用の懸場帳も見つかっている。
収蔵品点数 約4,000点〔2016年（平成28年）4月1日現在〕

### 富山市篁牛人記念美術館
MEMORIAL ART GALLERY OF GYŪJIN TAKAMURA
- 富山県富山市安養坊1000番地（富山市篁牛人記念美術館の位置/地図）

1989年（平成元年）10月2日に完成式を挙行し、同年10月3日に開館。富山市制100周年を記念して開設した、富山市出身の水墨画家（日本画家）、篁牛人（たかむらぎゅうじん）〔1901年（明治34年）10月10日 - 1984年（昭和59年）2月25日没〕の作品を紹介する美術館（個人美術館）である。美術館設立は1985年（昭和60年）7月に、篁牛人の良き理解者で深い親交があった富山市呉羽在住の医師が、篁牛人の作品252点を富山市に寄贈したことで気運が高まり、篁牛人が晩年過ごした1,215.4m2の邸宅跡に建設が決定し、1988年（昭和63年）6月27日に起工、1989年（平成元年）9月30日に竣工、同年10月3日に開館した。
美術館は、菊竹清訓が設計したオランダ製レンガストリップ外壁の地上2階建て鉄筋コンクリート造の建物で、1、2階の展示室には、卓越した技術をもつ篁牛人の作品のほか、美術館が20点ほど所有し篁牛人と親交のあった、富山県高岡市出身の日本画家、般若一郎「〔1910年（明治43年）11月 - 1994年（平成6年）6月13日没〕」の作品なども展示している。
収蔵品点数 約900点〔2016年（平成28年）4月1日現在〕

#### 施設
敷地面積: 1,215.4m2
鉄筋コンクリート造り 2階建て、建築面積: 397.61m2、延床面積: 567.28m2、最大高: 11.37m
- 1階展示室: 122.88m2、2階展示室: 172.78m2、収蔵庫（1・2階）、中庭、ロビー

### 茶室 円山庵（えんざんあん）
- 富山県富山市安養坊47-3（茶室 円山庵の位置/地図）

1981年（昭和56年）11月3日開館。1920年（大正9年）に、富山の茶人金子宗峰が、別荘として、現在の売薬資料館の横手あたりに「円山荘」を建築。その敷地内にある草庵が「録寿庵（ろくじゅあん）」であり、小さな茶室があった。第二次世界大戦後、現在地に一部増改築を施し移転、1980年（昭和55年）に茶室に改修し、翌年「円山庵」と改名し開館した、広さ114.08m2（約35坪）、木造平屋建て数寄屋造り瓦葺きの趣向を凝らした建物である。
現在は、玄関を入ってすぐの立礼室ではお茶（抹茶）を提供（有料）しているほか、奥の茶室や、寄付（よりつき）、待合、水屋をお茶会用に貸出ししている（有料）。茶室の窓からは立山連峰を望むことができる。

### とやま土人形工房
- 富山県富山市安養坊1118-1（とやま土人形工房の位置/地図）

1993年（平成5年）12月17日に民俗民芸村管理センターに併設する形で完成し、同年12月18日に開館。富山藩十代藩主前田利保が、嘉永年間（1848年 - 1854年）に、尾張（名古屋）の陶工を呼び寄せ窯を開いたことが元で始まった伝統的郷土玩具、「富山土人形」の工房で、保存伝承と紹介を目的に開設し、「とやま土人形伝承会」が運営にあたっている。建物は正面が総ガラス張りの鉄筋コンクリート造りの2階建てで、1階は土人形の紹介及び販売コーナー、2階が制作工房となっている。なお工房では土人形の絵付け体験ができる（10名以上要予約）。

### その他
- 管理棟（管理センター） - 1983年（昭和58年）6月開設
  - 富山県富山市安養坊1118-1
  - 陶芸教室や染物講座、呉羽山探訪ツアーなどを開催[1]。
- 無料休憩所（自動販売機あり） - 1991年（平成3年）4月設置
- 駐車場 計5か所（自動車 105台、大型バス 9台）
- 刀工 則重の碑
  - 則重（のりしげ）は、鎌倉時代末期の越中国婦負郡呉服郷（現在の富山県富山市五福）の刀工。古刀最上作。
- 佐々成政剃髪の碑
  - 戦国武将佐々成政が豊臣秀吉軍に敗れ、服従の意を示すためこの地（安養坊地内）で剃髪をし、その後秀吉に僧侶の姿で謁見したと伝えられる。
- 鵜坂資料保管庫 - 2013年（平成25年）4月、富山市鵜坂地区に設置。 
  - 鉄筋コンクリート造り2階建て。延床面積344.2m2[1]。

### 施設情報
開館時間9時 - 17時 （入館は16時30分まで）
休館日年末年始 （12月28日〜1月4日）
その他臨時休館あり
利用料金
各施設（1館） 大人・大学生 100円、高校生以下 無料
全館 大人・大学生 520円、高校生以下 無料
団体割引 あり

## アクセス
- 富山地方鉄道・富山地鉄中央バス
  - 呉羽山老人センター行き 富山市民俗民芸村バス亭下車 すぐ
  - 新桜谷町行き 安養坊バス亭下車 徒歩約5分
- 市内周遊ぐるっとBUS北西回りルート（毎日6便）民俗民芸村バス亭下車 すぐ

富山市民俗民芸村を含む、富山市市街地の美術館・博物館・観光施設を巡る周遊バス。

## 周辺の施設
- 五百羅漢（長慶寺）富山市指定史跡
- 呉羽丘陵（呉羽山）
- 富山県埋蔵文化財センター
- 富山県立図書館
- 富山県公文書館
- 県営富山弓道場